# Матричная функция
В математике, матричная функция — это функция, отображающая матрицу в другую матрицу.

## Расширение скалярной функции до матричной функции
Существует несколько методов преобразования функции действительного переменного в функцию от квадратной матрицы, сохраняющих интересные свойства этой функции. Все приведённые ниже методы дают одну и ту же матричную функцию, но области их определения могут отличаться.

### Степенные ряды
Если вещественная функция {\displaystyle f} может быть представлена в виде ряда Тейлора
{\displaystyle f(x)=f(0)+f'(0)\cdot x+f''(0)\cdot {\frac {x^{2}}{2!}}+\cdots },
то матричная функция может быть определена путём замены {\displaystyle x} на матрицу: степени становятся матричными, сложение — суммой матриц, а умножение — умножением матрицы на число. Если вещественный ряд сходится при  {\displaystyle |x|<r}, то соответствующий матричный ряд сходится для матриц A, удовлетворяющих условию {\displaystyle \|A\|<r} в некоторой матричной норме {\displaystyle \|\cdot \|} , удовлетворяющей неравенству  {\displaystyle \|AB\|\leq \|A\|\cdot \|B\|}.

### Разложение Жордана
Пусть матрица A может быть приведена к диагональному виду, то есть мы можем найти матрицу P и диагональную матрицу D такие, что  {\displaystyle A=P\cdot D\cdot P^{-1}}. Применяя определение через степенные ряды к этому разложению, мы получаем, что {\displaystyle f(A)} определяется выражением 
{\displaystyle f(A)=P{\begin{bmatrix}f(d_{1})&\dots &0\\\vdots &\ddots &\vdots \\0&\dots &f(d_{n})\end{bmatrix}}P^{-1},}
где {\displaystyle d_{1},\dots ,d_{n}} обозначает диагональные элементы матрицы D.
Любая матрица может быть приведена к жордановой нормальной форме {\displaystyle A=P\cdot J\cdot P^{-1}}, где матрица J состоит из жордановых клеток. Рассмотрим эти блоки отдельно и применим метод степенных рядов к каждой жордановой клетке:
Это определение может быть использовано для расширения области определения матричной функции за пределы множества матриц, спектральный радиус которых меньше, чем радиус сходимости исходного степенного ряда. Отметим также связь с разделёнными разностями.
Родственным понятием является разложение Жордана-Шевалле, которая представляет матрицу как сумму диагонализируемой и нильпотентной частей.

#### Эрмитовы матрицы
Согласно спектральной теореме, эрмитова матрица обладает только вещественными собственными значениями и всегда могут быть приведены к диагональному виду с помощью унитарной матрицы P. В этом случае естественным является жорданово определение. Более того, это определение продолжает стандартные неравенства для вещественных функций:
Если {\displaystyle f(a)\leq g(a)} для всех собственных чисел матрицы {\displaystyle A}, то {\displaystyle f(A)\preceq g(A)}.
(По соглашению, {\displaystyle X\preceq Y\Leftrightarrow Y-X} — положительно полуопределённая матрица). Доказательство следует непосредственно из определения.

### Интеграл Коши
Интегральная формула Коши из комплексного анализа также может быть использована для обобщения скалярных функций до матричных функций. Интегральная формула Коши гласит, что для любой аналитической функции f, определённой на множестве D⊂ℂ, имеет место равенство
{\displaystyle f(x)={\frac {1}{2\pi i}}\oint _{C}{\frac {f(z)}{z-x}}\,\mathrm {d} z},
где C — замкнутая кривая внутри области определения D, охватывающая точку x. Заменим теперь x на матрицу A и рассмотрим контур C, лежащий внутри D и охватывающий все собственные значения матрицы. Один из возможных контуров C — круг, включающий начало координат, с радиусом, превышающим {\displaystyle \scriptstyle \|A\|} для произвольной нормы {\displaystyle \scriptstyle \|\cdot \|}. Тогда {\displaystyle f(A)} определяется выражением
{\displaystyle f(A)={\frac {1}{2\pi i}}\oint _{C}{f(z)(zI-A)^{-1}}\,\mathrm {d} z~.}
Этот интеграл может быть вычислен численно с помощью метода трапеций, который в данном случае сходится экспоненциально. Это означает, что точность результата удваивается при увеличении числа узлов в два раза.
Эта идея, применённая к линейным ограниченным операторам на банаховых пространствах, которые можно рассматривать без бесконечномерные матрицы, приводит к голоморфному функциональному исчислению.

### Матричные возмущения
Ряд Тейлора, приведённый выше, допускает замену скаляра {\displaystyle x} на матрицу. Но это недопустимо в общем случае, когда разложение осуществляется в терминах {\displaystyle A(\eta )=A+\eta B} в окрестности точки {\displaystyle \eta =0}, кроме случаев, когда {\displaystyle [A,B]=0}. Контр-примером является функция {\displaystyle f(x)=x^{3}}, ряд Тейлора которой содержит конечное число слагаемых. Вычислим его двумя способами.
- Непосредственно:

{\displaystyle f(A+\eta B)=(A+\eta B)^{3}=A^{3}+\eta (A^{2}B+ABA+BA^{2})+\eta ^{2}(AB^{2}+BAB+B^{2}A)+\eta ^{3}B^{3}}
- Используя разложение Тейлора для скалярной функции {\displaystyle f(a+\eta b)} и заменяя скаляры на матрицы в самом конце:

{\displaystyle f(a+\eta b)=f(a)+f'(a){\frac {\eta b}{1!}}+f''(a){\frac {(\eta b)^{2}}{2!}}+f'''(a){\frac {(\eta b)^{3}}{3!}}=a^{3}+3a^{2}(\eta b)+3a(\eta b)^{2}+(\eta b)^{3}\to A^{3}+3A^{2}(\eta B)+3A(\eta B)^{2}+(\eta B)^{3}}
Скалярное выражение подразумевает коммутативность, а матричное — нет, поэтому их нельзя приравнивать, если не выполняется условие  {\displaystyle [A,B]=0}. Для некоторых f(x) можно поступить так же, как для скалярных рядов Тейлора. Например, для {\displaystyle f(x)={\frac {1}{x}}}: если существует {\displaystyle A^{-1}} , то {\displaystyle f(A+\eta B)=f(E+\eta A^{-1}B)f(A)}. Тогда
{\displaystyle f(E+\eta A^{-1}B)=E-\eta A^{-1}B+(-\eta A^{-1}B)^{2}+\ldots =\sum _{n=0}^{\infty }(-\eta A^{-1}B)^{n}}.
Для сходимости этого степенного ряда требуется, чтобы в соответствующей матричной норме  {\displaystyle \Vert \eta A^{-1}B\Vert }  было достаточно мало. В общем случае, когда функция не может быть переписана таким образом, чтобы две матрицы коммутировали, при применении правила Лейбница нужно учитывать порядок умножения матриц.

### Примеры
- Алгебраическое уравнение Риккати
- Матричный многочлен[англ.]
- Матричный корень
- Матричный логарифм
- Матричная экспонента

## Классы матричных функций
Используя полуопределённые упорядочения матриц ({\displaystyle X\preceq Y\Leftrightarrow Y-X} — положительная полуопределённая матрица, а {\displaystyle X\prec Y\Leftrightarrow Y-X} — положительно определённая матрица), некоторые классы скалярных функций могут быть распространены на функции от эрмитовых матриц.

### Операторная монотонность
Функция {\displaystyle f} называется операторно монотонной, если 
{\displaystyle 0\prec A\preceq H\Rightarrow f(A)\preceq f(H)} 
для всех самосопряжённых матриц {\displaystyle A,H}, спектр которых принадлежит области определения функции f. Это аналог монотонной функции для скалярных функций.

### Операторная выпуклость/вогнутость
Функция {\displaystyle f} называется операторно вогнутой тогда и только тогда, когда
{\displaystyle \tau f(A)+(1-\tau )f(H)\preceq f\left(\tau A+(1-\tau )H\right)}
для всех самосопряжённых матриц {\displaystyle A,H} со спектром в области определения функции f и при {\displaystyle \tau \in [0,1]}. Это определение аналогично вогнутым скалярным функциям. Операторно выпуклая функция может быть путём замены {\displaystyle \preceq } на {\displaystyle \succeq } в предыдущем определении.

### Примеры
Матричный логарифм является и операторно монотонной, и операторно вогнутой. Матричный квадрат — операторно выпуклой. Экспонента матрицы не относится ни к одному из указанных классов. Теорема Лёвнера гласит, что функция на открытом интервале является операторно монотонной тогда и только тогда, когда у неё есть аналитическое продолжение на верхнюю и нижнюю комплексную полуплоскости такие, что верхняя полуплоскость отображается на себя.